# 川島有真
川島 有真（かわしま ゆうま）は、日本のソングライター、編曲家。T's Corporation所属。バンド、ユニット活動を経て、現在は作家として活動している。

## 提供作品
AKB48グループ
- AKB48
  - 推定マーマレード（作曲）
  - ありふれた愛（作曲）

- SKE48
  - キスだって左利き（作曲）
  - 世界が泣いてるなら（作曲）

- NMB48
  - 途中下車（作曲）
  - 太陽が坂道を昇る頃（作曲）

- HKT48
  - 今 君を想う（作曲）

- Not yet
  - 次のピアス（作曲）

超特急
- My Answer（作曲）

中島愛
- PEACE & LUCK（作曲）

間瀬しずか
- 君が好き（作曲）
- 夕焼けFriday（作曲）
- I ♥ my friend（作曲）
- Mindful of you（作曲）
- 運命（作曲）
- Airtrip（作曲）

Lucky²
- 君はダーリン（作詞・作曲）